# St. Nicolai (Singen)

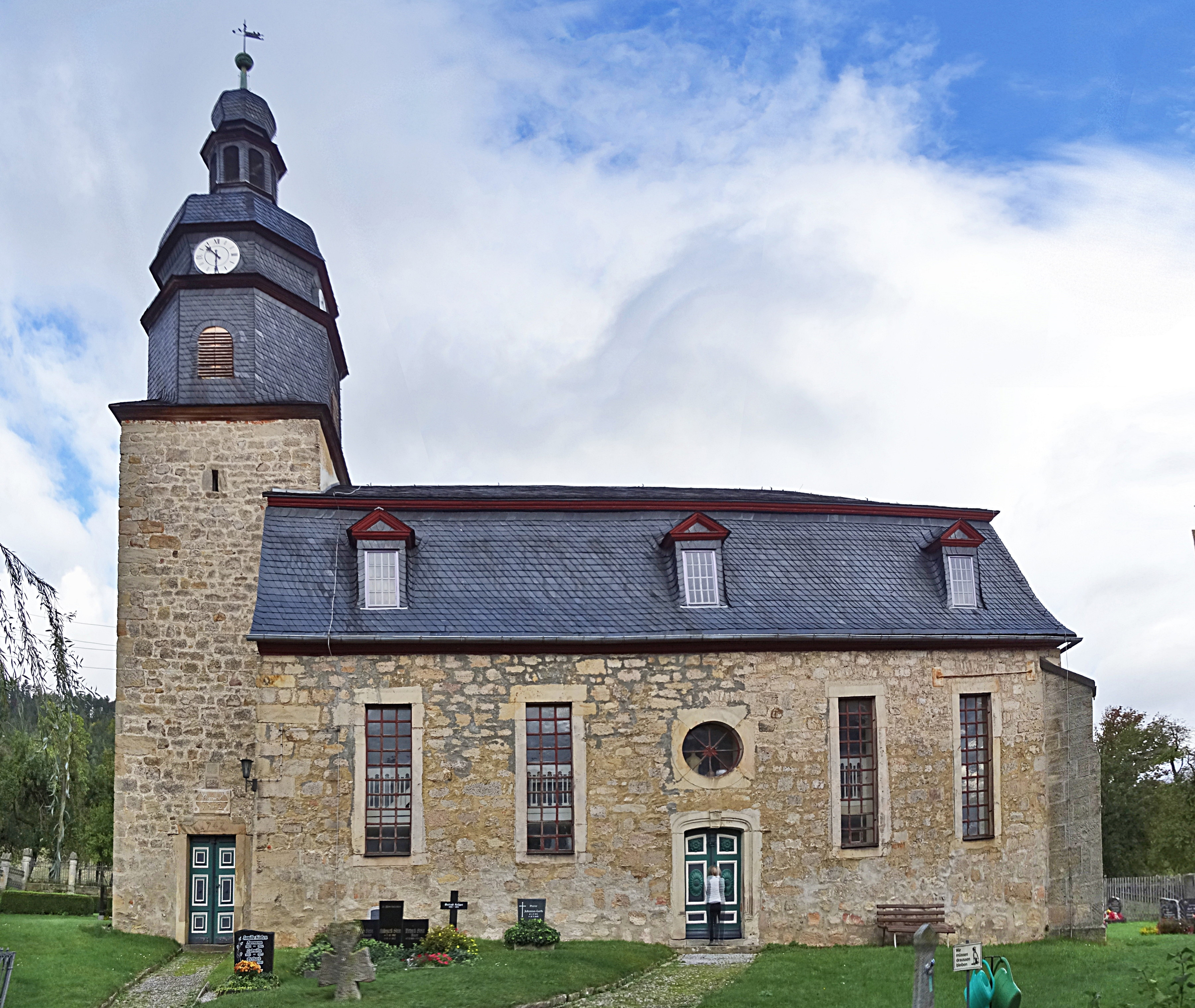
Die Kirche

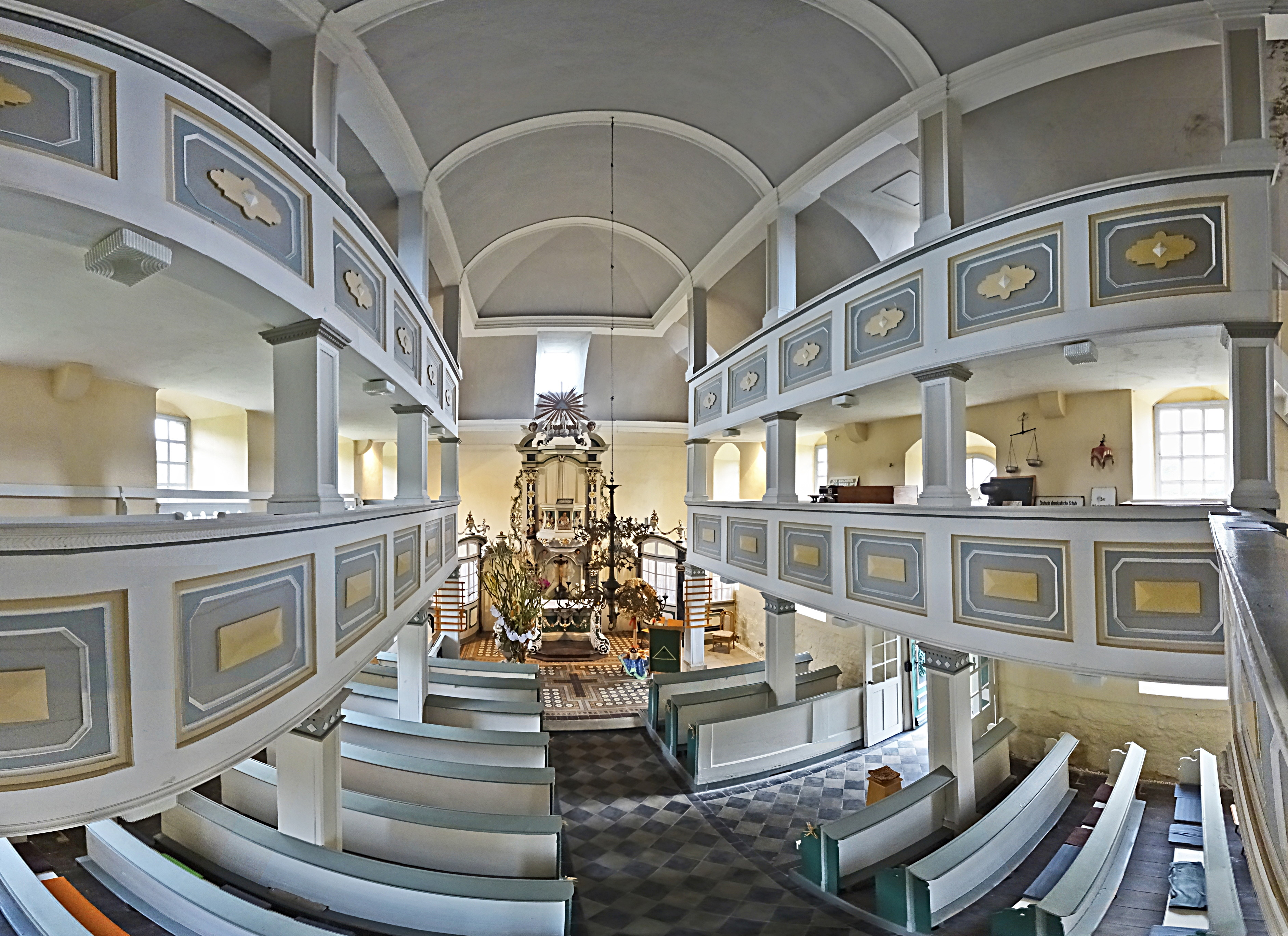
Innenansicht

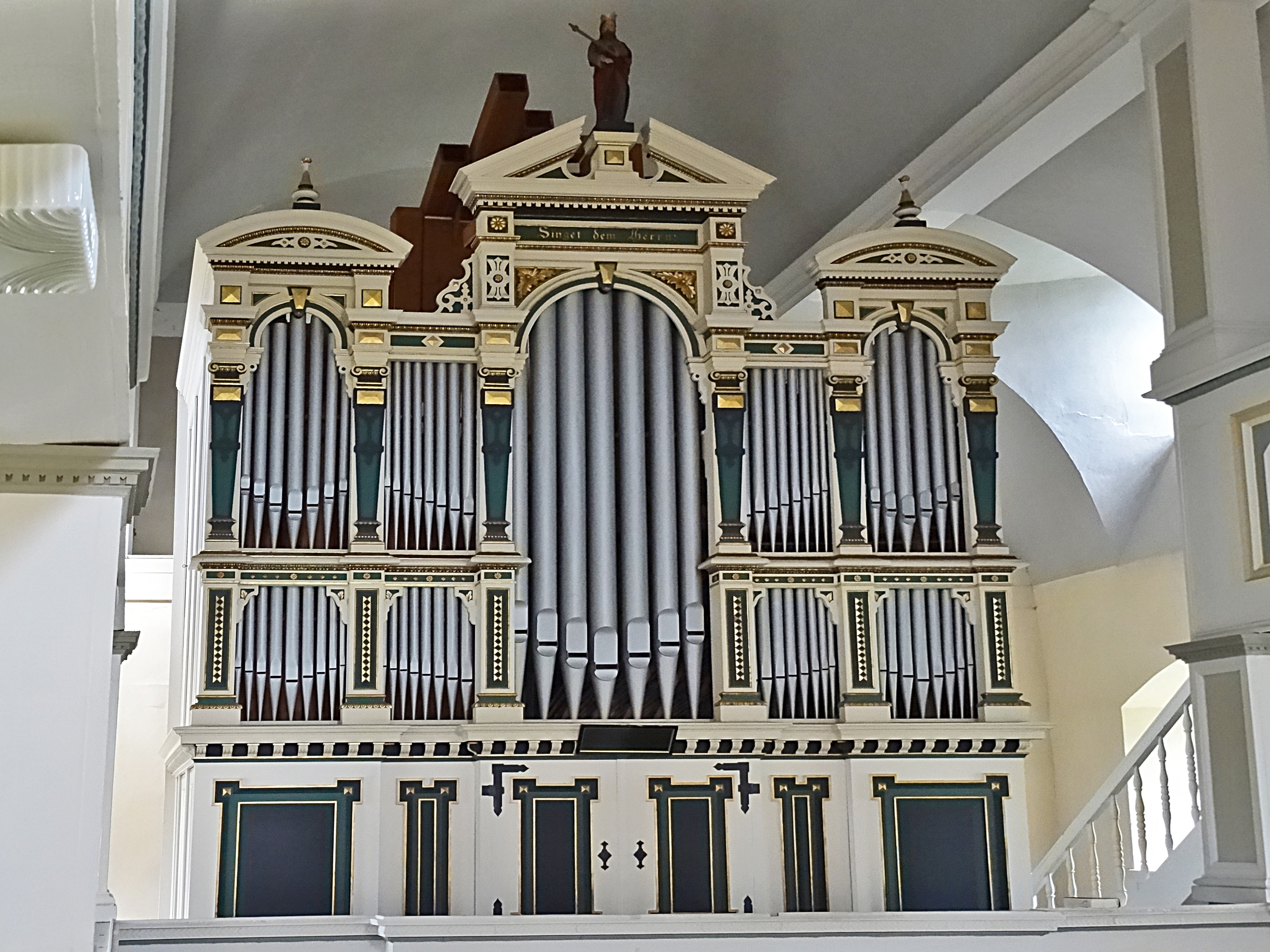
Eifert-Orgel

Die evangelische Dorfkirche St. Nicolai steht im Ortsteil Singen der Stadt Stadtilm im Ilm-Kreis in Thüringen. Sie gehört zum Pfarramt Griesheim im Kirchenkreis Arnstadt-Ilmenau der Evangelischen Kirche in Mitteldeutschland.

## Geschichte
In chronologischer Folge stellt Deubler dar, dass der Singer Pfarrer 1570 von der Schäferei Neusis – heute Neusis (Wüstung) – in das Dorf Singen zog – wohl auch wegen der Kirche. 1603 wird erwähnt, dass Heinrich Eckhard (1580–1624) Pfarrer in Singen, später Professor in Gießen und zuletzt Generalsuperintendent in Altenburg war. 1726 werden bei einer Gebäudezählung Kirche und Pfarrhaus genannt. 
1742 wurde die baufällige Kirche aus dem Jahr 1646 erneuert und 1786 restauriert, ebenso 1912. 1870 kam der Pfarrer und Botaniker Friedrich Christian Heinrich Schönheit in den Ort. 1883 wurde die Kirchhofsmauer restauriert.
Die Orgel wurde von Adam Eifert aus Stadtilm 1881 geschaffen, sie besitzt 19 Register, verteilt auf 2 Manuale und Pedal. 
Im Turm arbeitet seit 1851 zuverlässig ein Turmuhrwek vom Hofuhrmacher-Meister Johann Jacob Auch aus Weimar.